# Rue Basse-des-Carmes
Rue Basse-des-Carmes är en gata i Quartier de la Sorbonne i Paris femte arrondissement. Gatan är uppkallad efter det tidigare klostret Carmel de la Place Maubert, rivet år 1791. Rue Basse-des-Carmes börjar vid Rue de la Montagne-Sainte-Geneviève 8 och slutar vid Rue des Carmes 3.

## Omgivningar
- Saint-Étienne-du-Mont
- Panthéon
- Impasse des Bœufs
- Impasse Bouvart
- Rue d'Écosse
- Passage du Clos-Bruneau
- Impasse Chartière
- Rue des Carmes
- Rue du Cimetière-Saint-Benoist

## Bilder
| - Gatuskylt. - Saint-Étienne-du-Mont. |

## Kommunikationer
- Tunnelbana – linje  – Maubert – Mutualité
- Busshållplats Collège de France – Paris bussnät

### Webbkällor
- ”Rue Basse-des-Carmes”. Mairie de Paris. https://web.archive.org/web/20150910063718/http://www.v2asp.paris.fr/commun/v2asp/v2/nomenclature_voies/Voieactu/0689.nom.htm. Läst 25 oktober 2023.
- ”Rue Basse-des-Carmes (5ème arrondissement)”. Les rues de Paris. https://web.archive.org/web/20190727154934/http://www.parisrues.com/rues05/paris-05-rue-basse-des-carmes.html. Läst 25 oktober 2023.